# Fred Sauer
Fred Sauer, gebürtig Alfred Andreas Josef Sauer (* 14. Dezember 1886 in Graz; † 17. September 1952 in Berlin), war ein österreichischer Schauspieler, Regisseur und Drehbuchautor.

## Leben
Fred Sauer besuchte ab 1902 eine Theaterschule in Graz. Er begann seine Karriere als Schauspieler an Wanderbühnen in Österreich. Sein Debüt in Deutschland gab er 1909 in Bayreuth in dem  Stück Jugend von Max Halbe. Es folgten Engagements in Kiel, Kattowitz, Gleiwitz und Meißen. 1912 ließ er sich in Berlin nieder.
Seine ersten Einsätze beim Film fanden als Hilfsregisseur, Drehbuchautor und Sensationsdarsteller statt in Filmen von Joseph Delmont: Dichterlos (1912), Auf einsamer Insel (1913), Das Tagebuch eines Toten (1913) und Das Recht aufs Dasein (1913). Bis 1920 trat er noch mehrfach als Schauspieler auf.
Im Jahr 1915 führte er bei dem Film Der Strumpf erstmals Regie, von 1916 bis 1918 war er Soldat an der italienischen Front. in den Folgejahren machte er sich vor allem mit Stummfilmproduktionen einen großen Namen. Bis zum Jahr 1937 führte er in ca. 40 Filmen die Regie. Ab 1919 drehte er eine Serie mit Mady Christians, ab 1920 arbeitete er mit Friedrich Zelnik und Lya Mara zusammen. In Sauers routiniert abgedrehten Inszenierungen dominieren abwechselnd Komik und Sentimentalität, nur selten bricht ein ungewöhnlicher Realismus in seine Filmwelt ein wie 1927 in Das Erwachen des Weibs mit auf dem Dach eines Berliner Mietshauses abgedrehten Szenen.
Zu seinen Filmen gehörten auch fünf Filme mit dem bayerischen Komiker Weiß Ferdl und die Auftritte des dänischen Kult-Duos Pat und Patachon in Mädchenräuber (1936) und Blinde Passagiere (1936).
Am 1. Mai 1933 trat er der NSDAP bei (Mitgliedsnummer 2.010.861).

## Filmografie

### Regie
- 1915: Der Mann mit der leuchtenden Stirn
- 1915: Der Strumpf
- 1916: Die Einsame
- 1916: Der Mann im Eis
- 1918: Der seltsame Gast
- 1919: Der goldene Klub
- 1919: Die Gesunkenen
- 1919: Die Nacht des Grauens
- 1919: Im Dienste der Liebe
- 1919: Not und Verbrechen
- 1920: Der Tod im Nacken
- 1920: Der Apachenlord
- 1920: Der gelbe Diplomat
- 1920: Das Gesetz der Wüste
- 1920: Der Abenteurer von Paris
- 1920: Das Grauen
- 1920: Die 999. Nacht
- 1920: Dämon Blut
- 1920: Dämon Blut, 2. Teil: Vergiftetes Blut
- 1921: Die Schuldige
- 1921: Aus den Tiefen der Großstadt
- 1921: Die Frau ohne Herz
- 1921: Wer unter Euch ohne Sünde ist …
- 1921: Monte Carlo
- 1921: Das Komplott im Bankviertel
- 1921: Die Schreckensmühle
- 1921: Madame X und die „Schwarze Hand“
- 1922: Jugend
- 1922: Die Silbermöve
- 1922: Die Männer der Frau Clarissa
- 1922: Die Schatten jener Nacht
- 1923: Das Komödiantenkind
- 1923: Time Is Money
- 1923: Das kalte Herz
- 1925: Schiff in Not
- 1925: Friesenblut
- 1925: Aufstieg der kleinen Lilian
- 1925: Die Millionenkompagnie
- 1926: Wenn das Herz der Jugend spricht
- 1926: Deutsche Herzen am deutschen Rhein
- 1927: Das Erwachen des Weibes
- 1927: Der Sieg der Jugend
- 1927: Die Frau die nicht nein sagen kann
- 1928: Er geht rechts – Sie geht links!
- 1928: Ledige Mütter
- 1928: In Werder blühen die Bäume...
- 1929: Lockendes Gift
- 1929: Die Abenteurer G.m.b.H.
- 1929: Möblierte Zimmer
- 1929: Fräulein Fähnrich
- 1930: Gefahren der Brautzeit
- 1930: Stud. chem. Helene Willfüer
- 1930: Wiener Herzen (Erzherzog Otto und das Wäschermädel)
- 1930: Ein Walzer im Schlafcoupé
- 1931: Die Fremde
- 1931: Der Tanzhusar
- 1932: Der Stolz der 3. Kompanie
- 1933: Der Kampf um den Bär
- 1933: Heimat am Rhein
- 1934: Der Meisterboxer
- 1934: Alte Kameraden
- 1934: Der Herr Senator. Die fliegende Ahnfrau
- 1934: Die beiden Seehunde
- 1935: Alles weg’n dem Hund
- 1936: Mädchenräuber
- 1936: Blinde Passagiere
- 1937: Gordian, der Tyrann
- 1937: Der Lachdoktor

### Drehbuch
- 1913: Dichterlos
- 1915: Der Strumpf
- 1916: Die Einsame
- 1916: Der Mann im Eis
- 1916: Der Einsiedler von St. Georg
- 1918: Der seltsame Gast
- 1919: Die Nacht des Grauens
- 1920: Die silberne Fessel
- 1920: Dämon Blut
- 1920: Dämon Blut, 2. Teil: Vergiftetes Blut
- 1920: Das Grauen
- 1920: Der Abenteurer von Paris
- 1921: Madame X und die „Schwarze Hand“
- 1921: Die Frau ohne Herz
- 1921: Die Hochbahnkatastrophe
- 1922: Jugend
- 1923: Time Is Money
- 1923: Das Komödiantenkind
- 1924: Das kalte Herz
- 1925: Tragödie
- 1926: Die Frau in Gold
- 1927: Das Erwachen des Weibes
- 1928: Er geht rechts – Sie geht links!
- 1928: Ledige Mütter
- 1928: Drei Seelen und ein Gedanke
- 1928: Die Hotelratte
- 1929: Lockendes Gift
- 1931: Der Tanzhusar
- 1937: Der Lachdoktor

### Schauspieler
- 1913: Dichterlos
- 1913: Das Recht auf Dasein
- 1913: Das Tagebuch eines Toten
- 1913: Der geheimnisvolle Klub
- 1913: Auf einsamer Insel
- 1914: Pauline
- 1915: Der Mann mit der leuchtenden Stirn
- 1916: Die nicht sterben sollen …
- 1916: Die Einsame
- 1916: Der Mann im Eis
- 1920: Dämon Blut
- 1921: Die Hochbahnkatastrophe